# تشاد كورتيس
تشاد كورتيس (بالإنجليزية: Chad Curtis)‏ هو لاعب كرة قاعدة أمريكي، ولد في 6 نوفمبر 1968 في ماريون في الولايات المتحدة.

## وصلات خارجية
- تشاد كورتيس على موقعبيزبول رفرنس.كوم (الدوري الرئيسي) (الإنجليزية)
- تشاد كورتيس على موقعبيزبول رفرنس.كوم (الدوري الثانوي) (الإنجليزية)
- تشاد كورتيس على موقع مشجعي الرسوم البيانية (الإنجليزية)